# 구도항 (서산시)
구도항은 충청남도 서산시 팔봉면 호리에 있는 어항이다. 2010년 12월 10일 지방어항으로 지정되었다. 시설관리자는 서산시장이다.

## 연혁
- 2010년 9월 10일 충청남도는 구도항을 지방어항으로 신규지정하기 위한 타당성조사와 관련하여 사전환경성 검토서(초안)에 대하여 환경정책기본법 제25조의5 및 동법시행령 제8조의 규정에 의거 주민공람 및 주민설명회 개최를 공고하였다.[1]
- 2010년 12월 10일 충청남도는 다사항을 지방어항으로 신규지정 고시하였다.[2][3]